# Buena Vista Social Club: Adios
Pour les articles homonymes, voir Buena Vista Social Club.
Pour plus de détails, voir Fiche technique et Distribution.
Buena Vista Social Club: Adios est un film documentaire américain réalisé par Lucy Walker, sorti en 2017.
C'est une suite au documentaire Buena Vista Social Club réalisé par Wim Wenders et sorti en 1999.

## Fiche technique
- Titre français : Buena Vista Social Club: Adios
- Réalisation : Lucy Walker
- Pays d'origine : États-Unis
- Format : Couleurs - 35 mm
- Genre : documentaire
- Durée : 110 minutes
- Date de sortie :
  -  États-Unis : 26 mai 2017
  -  France : 26 juillet 2017

## Distribution

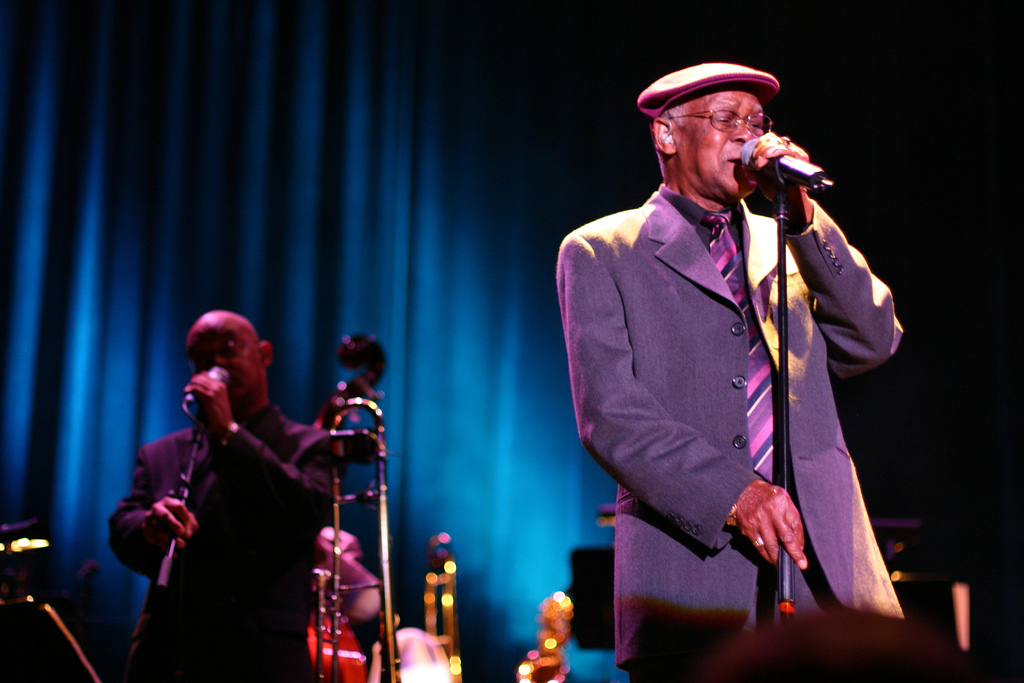
Ibrahim Ferrer : lui-même
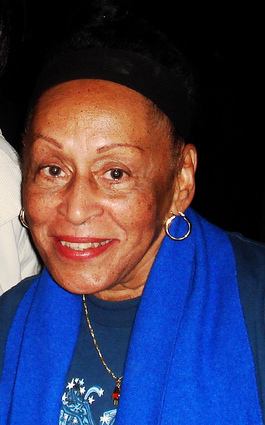
Omara Portuondo : elle-même
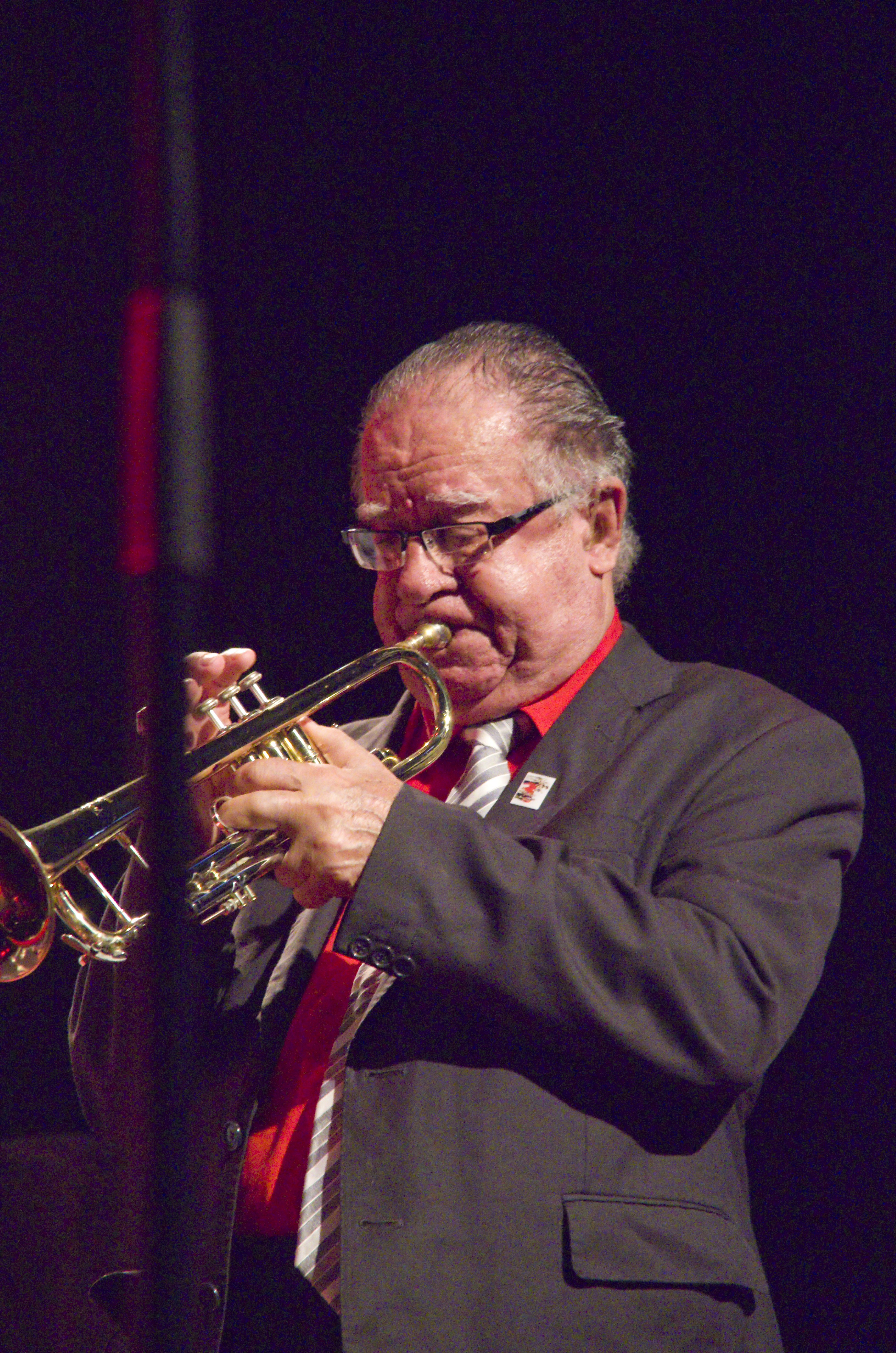
Manuel 'Guajiro' Mirabal : lui-même

## Accueil

### Accueil critique
L'accueil critique est moyen: le site Allociné recense une moyenne des critiques presse de 3,0/5, et des critiques spectateurs à 3,6/5.